# Carmike Cinemas
 (septembre 2008).
Si vous disposez d'ouvrages ou d'articles de référence ou si vous connaissez des sites web de qualité traitant du thème abordé ici, merci de compléter l'article en donnant les références utiles à sa vérifiabilité et en les liant à la section « Notes et références ».
Carmike Cinemas est une compagnie américaine de cinéma basée à Columbus, en Géorgie. 
Elle détient actuellement 311 cinémas dans 37 états, faisant d'elle l'une des 4 plus grosses compagnies de cinéma aux États-Unis.

## Histoire
Carmike a été fondée lorsque son président actuel, Michael W. Patrick, et son père, Carl L. Patrick Sr achetèrent les cinémas Martin à Fuqua Industries en 1982. Le nom Carmike vient de la combinaison des prénoms des deux fils de Carl L. Patrick Sr : Carl Jr et Michael.
En mars 2016, AMC Theatres annonce l'acquisition pour 1,1 milliard de dollars de Carmike, à la date de cette opération Carmike possède 276 cinémas alors que AMC en possède 387.